# Damien Comolli
Damien Jacques Comolli (Béziers, 24 novembre 1971) è un dirigente sportivo ed ex allenatore di calcio francese, direttore generale della Juventus.

## Carriera

### Gli inizi
Da giovane milita nel vivaio del Monaco. Nel 1992 inizia la carriera da allenatore, guidando la squadra under 16 del club monegasco nello stesso periodo in cui la prima squadra è allenata da Arsène Wenger.
Dopo essersi laureato in giurisprudenza all'Università di Nizza nel 1995, l'anno successivo si unisce proprio allo staff di Wenger all'Arsenal, assumendo il ruolo di osservatore capo. Durante il suo mandato londinese, durato fino al 2004, contribuisce all'ingaggio di giocatori come Thierry Henry, Robert Pirès e Sylvain Wiltord.

### Dirigente
Nel giugno 2004 diventa direttore sportivo del Saint-Étienne, aiutando il club a classificarsi al sesto posto in Ligue 1 e raggiungere le semifinali della Coupe de France. Durante la sua permanenza, supervisiona inoltre una serie di acquisti per la prima squadra e sviluppa collaborazioni con club giovanili e dilettantistici a livello locale, nazionale e internazionale.
Nel settembre 2005 torna a Londra, stavolta sponda Tottenham, dove assume l'incarico di general manager. Per tre stagioni supervisiona l'intero comparto tecnico, dalla squadra giovanile al settore medico, passando per il reclutamento e la negoziazione dei contratti: tra i giocatori acquistati dagli Spurs in questo periodo si segnalano Luka Modrić, Benoît Assou-Ekotto, Heurelho Gomes, David Bentley, Vedran Ćorluka e Roman Pavlyuchenko, oltre che Dimitar Berbatov.
Il 9 novembre 2008 fa ritorno al Saint-Étienne nel ruolo di direttore sportivo, incarico che lascerà dopo due anni anche a causa di malumori da parte della dirigenza del club relativi a spese eccessive e acquisti giudicati fin troppo onerosi. Si trasferisce nel 2010 al Liverpool come direttore generale, venendo presto promosso a direttore sportivo. Gioca qui un ruolo centrale negli acquisti di Luis Suárez, Andy Carroll e Jordan Henderson. Il 12 aprile 2012 lascia i Reds di comune accordo con la dirigenza.
Il 7 giugno 2018 assume la carica di direttore sportivo del Fenerbahçe. Rassegna le dimissioni il 16 gennaio 2020, prima della scadenza del contratto. Il 20 luglio 2020 diventa presidente del Tolosa, a seguito dell'acquisizione del club da parte del fondo americano RedBird Capital Partners. Sotto la sua guida, i Violets conquistano la promozione in Ligue 1 nel 2022 e vincono la Coppa di Francia nella stagione successiva. Il 28 maggio 2025 si dimette dalla carica.
Dal 4 giugno 2025 passa a ricoprire la carica di direttore generale della Juventus, con responsabilità sull'area sportiva maschile e su quella commerciale.